# Военный Доктор
Вое́нный До́ктор (англ. War Doctor) — воплощение Доктора, главного персонажа британского научно-фантастического телесериала «Доктор Кто» британской широковещательной корпорации (BBC).
Роль исполнил Джон Хёрт. Этот персонаж не был введён в сериал долгое время, хотя он предшествует исполняемому Кристофером Экклстоном Девятому Доктору в хронологии сериала, его первое появление произошло восемью годами после экклстоновского, он был ретроактивно создан шоураннером Стивеном Моффатом для производства праздничного выпуска к 50-летию сериала.
В титрах сериала он обозначен «War Doctor», а в спецэпизоде просто как Доктор.
Доктор является представителем внеземной расы Повелителей времени с планеты Галлифрей, который при помощи пространственно-временного устройства ТАРДИС путешествует через время и пространство, чаще всего со спутниками. Когда Доктор получает значительные увечья, по его желанию тело может «регенерировать», однако при каждом новом воплощении его внешность и характер меняются (обновляется внешний вид, привычки, вкусы, но душа, память остаются теми же). Эта возможность позволила Доктора отображать различными актёрами и сохранить тем самым сериал с 1963 года.
Сам Военный Доктор в эпизоде «День Доктора» сообщил, что ему 800 лет.

## Влияние на нумерацию Докторов
Стивен Моффат настаивает, что он не изменяет порядок нумерации Докторов и Военный Доктор Джона Хёрта из миниэпизода «Ночь Доктора» ни на что не влияет. Он объясняет это в новом выпуске Doctor Who Magazine: «Я был действительно очень осторожен с нумерацией Докторов. Доктор Джона Хёрта — очень особенный: он не берёт имя Доктора. Он не зовёт себя так. Он тот же Повелитель времени, то же существо, как и Доктора до него, но он единственный, кто говорит: „Я не Доктор“. Так что Одиннадцатый Доктор по-прежнему Одиннадцатый, Десятый — всё тот же Десятый…» Он добавляет: «Технически, если вы действительно считали регенерации, Доктор Дэвида Теннанта — это два Доктора, принимая во внимание мета-кризисного Доктора (в серии „Конец путешествия“). Но смысл заключается не в подсчёте регенераций, но в подсчёте лиц Повелителя времени, который называл себя Доктором. И таким образом, у нас имеется лишь пролезший где-то в дырку Доктор-аномалия. В сценарии серии „День Доктора“ Доктор Мэтта был Одиннадцатым и Доктор Дэвида звался Десятым. Так что номера Докторов остаются точно такими же — мы все называем Питера Капальди Двенадцатым Доктором».

## Появления
Впервые персонаж появляется в финальном эпизоде седьмого сезона «Имя Доктора». В финале эпизода Одиннадцатый Доктор и его спутница Клара Освальд оказываются заключёнными во временную линию Доктора. Они встречают странного человека, который, по словам Доктора, является одной из его предыдущих инкарнаций, которая нарушила данное когда-то обещание и потеряла право носить имя «Доктор», разрушив его родную планету Галлифрей и уничтожив их противников далеков в конце Последней Войны Времени, когда Повелители времени, отчаявшись победить честным путём, решают уничтожить время и пространство как таковое, и Доктору, очевидно, пришлось их остановить.
В мини-эпизоде «Ночь Доктора» показано появление этой личности. Восьмой Доктор прибывает на космический корабль, где пытается спасти девушку-пилота Касс. Но та отказывается от помощи, потому что ненавидит Повелителей времени, как и вся Вселенная, из-за их участия в Войне Времени. Корабль терпит крушение на планете Карн, Доктор и Касс погибают. Доктора ненадолго оживляют жительницы планеты, Сёстры времени. Их предводительница убеждает Доктора использовать их зелья, чтобы выбрать качества своему будущему воплощению, которое должно закончить Войну Времени. Восьмой Доктор отказывается, не желая вмешиваться в войну, но переубеждается, когда понимает, что так он спасёт много жизней. Он решает, что Вселенной больше нужен не Доктор, а Воин. Он выпивает зелье, регенерирует и отказывается от имени Доктор.
В эпизоде «День Доктора», выпущенном к 50-летнему юбилею сериала, Военный Доктор прибывает на Галлифрей во время атаки далеков и крадёт секретное супероружие Повелителей времени, известное как «Момент». Его искусственный интеллект принимает вид Розы Тайлер, спутницы двух следующих воплощений Доктора, и переносит его в будущее, чтобы он принял решение о судьбе Галлифрея вместе с двумя будущими воплощениями Доктора — десятым и одиннадцатым. Вместе они решают, что не могут принять гибель множества живых существ, которая последует за использованием Момента, объединяют свои усилия вместе со всеми другими воплощениями Доктора и переносят Галлифрей в другое время и пространство, создавая видимость его уничтожения. Из-за исчезновения планеты корабли флота далеков атакуют и уничтожают друг друга. После спасения родной планеты Военный Доктор понимает, что после возвращения в свою временную линию он потеряет память и ему придётся жить с ложными мыслями о том, что он виновен в гибели своей расы. Он благодарит свои будущие воплощения за то, что они помогли ему стать снова Доктором, возвращается в свою ТАРДИС, после чего начинает регенерировать в Девятого Доктора.